# Jimmy Alcock
Walter James Alcock, conocido como Jimmy Alcock (Caracas, 14 de septiembre de 1932) es un arquitecto venezolano-británico reside en Caracas, ganador del Premio Nacional de Arquitectura de Venezuela en 1993, es individuo de número XXXIV de la Academia Nacional de Ingeniería y del Hábitat de Venezuela.

## Biografía
Nació en Caracas, Venezuela en 1932 de padre británico (Frank Alcock Lascelles) y madre venezolana (Matilde Pérez Matos). Estudió primaria en el Colegio La Salle de Caracas y luego en Saint Edmund’s College en Hertforshire, Inglaterra. Estudió en la Facultad de Arquitectura y Urbanismo de Universidad Central de Venezuela se gradúa de arquitecto en 1959. Trabajó durante ese tiempo con el arquitecto Alejandro Pietri en el Proyecto del Parque del Este, Caracas y en el Proyecto de Planificación de la Feria de Exposición Internacional de Caracas.
En 1958 se casa con Carolina Punceles. En 1959 se asocia con su profesor, el arquitecto José Miguel Galia, con quien trabaja hasta 1962 cuando establece su oficina de arquitectura propia. Gana varios concursos de arquitectura públicos y privados, profesor de la Facultad de Arquitectura y Urbanismo de Universidad Central y trabaja en múltiples y diversos proyectos de arquitectura, paisajismos y diseño urbano importantes, en Venezuela y en el exterior. En 1988 se asocia con el arquitecto Frank Alcock San Román.
El trabajo de Jimmy Alcock es de contundente claridad volumétrica en busca una composición arquitectónica muy ligada al paisaje y el entorno, a lo vernáculo, a la funcionalidad, con una sensible preocupación por el espacio y un énfasis en los aspectos tectónicos y estructurales de la arquitectura. La integración de obras de arte como parte de la arquitectura es significativa y por ello trabaja con importantes artistas como Carlos Cruz-Diez, Magdalena Fernández, Gego, Nedo Mion Ferrario, Jesús Soto, entre muchos otros.
En 1992 se realiza en la Galería de Arte Nacional, Caracas la exposición Alcock Obras y Proyectos y participa con varios proyectos en la Exposición Latin America in Construction: Architecture 1955–1980 en el Museo de Arte Moderno de Nueva York, en 2015.

## Premios y reconocimientos
- 1986 -Premio Nacional Vivienda Unifamiliar (casa La Ribereña), Colegio de Arquitectos de Venezuela
- 1986 -Premio Metropolitano (Edificio Parque Cristal), Colegio de Arquitectos de Venezuela
- 1986 -Premio Regional (Hotel Jirajara) junto con Manuel Fuentes, Colegio de Arquitectos de Venezuela
- 1993 -Premio Nacional de Arquitectura en Venezuela
- ____ -Orden Francisco de Miranda en Primera Clase, República de Venezuela
- 2014 -Premio HGM, Colegio de Arquitectos de Venezuela
- 2020 -Medalla Páez de las Artes, Venezuelan American Endowment for the Artes[3]

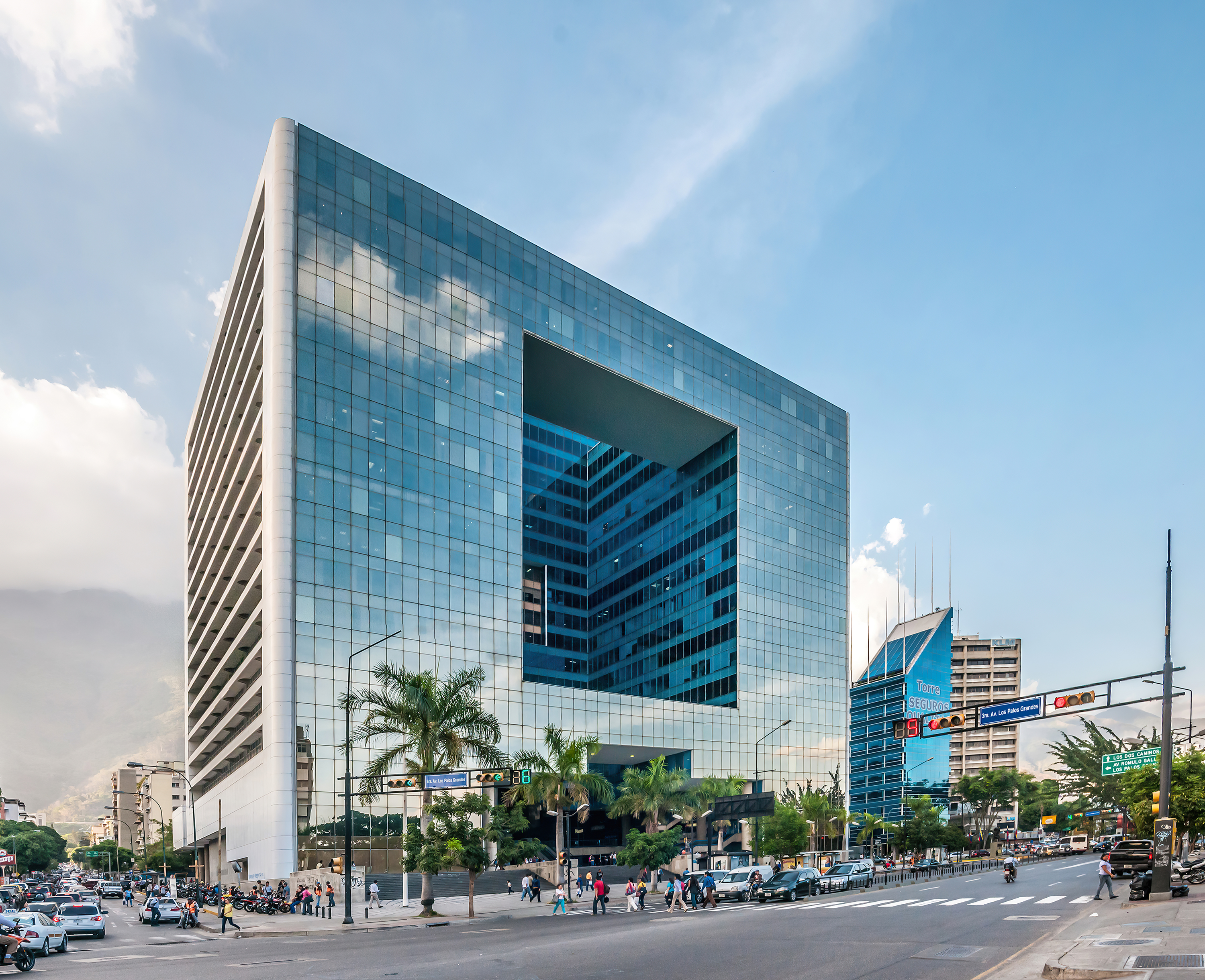
Fachada principal de Parque Cristal, ubicado en el Municipio Chacao de Caracas

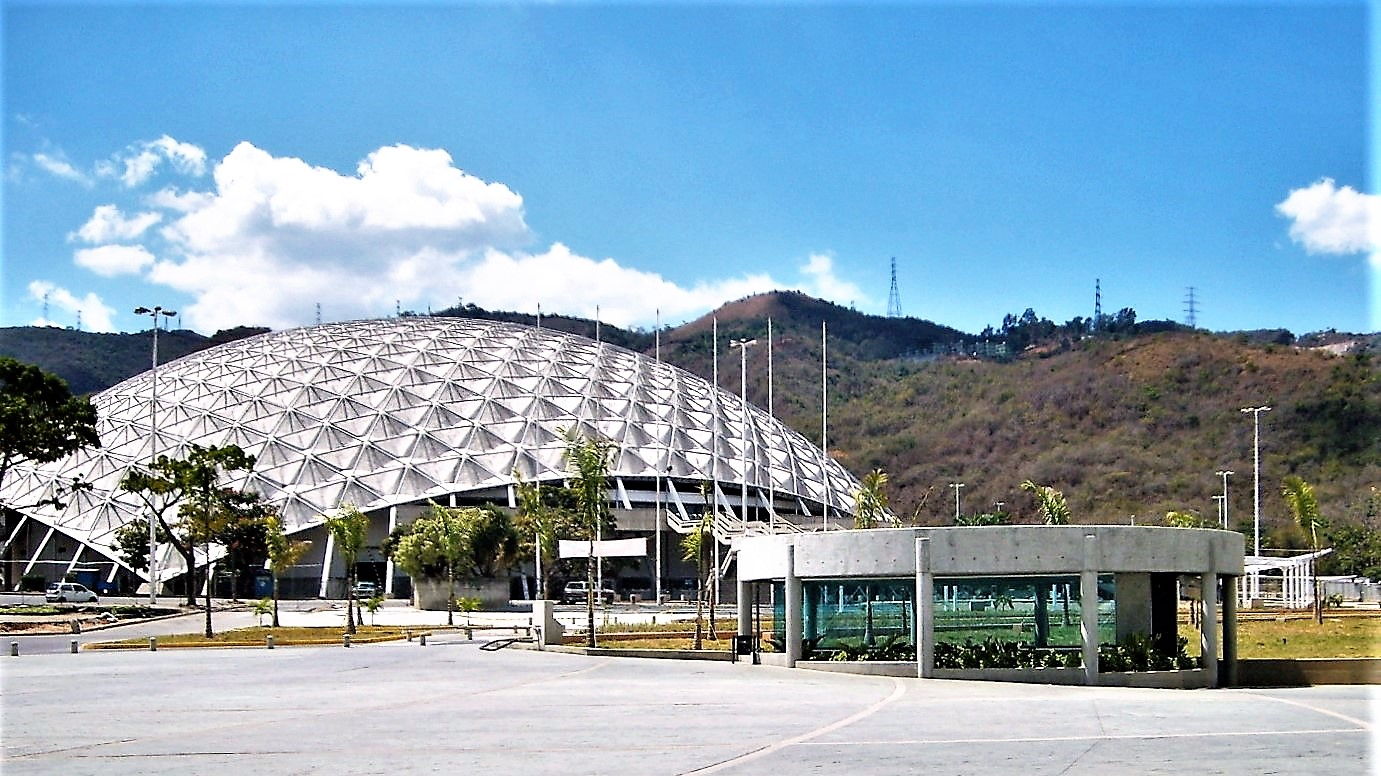
Poliedro de Caracas, ubicado en el Municipio Libertador de Caracas

## Obras Representativas
- Casa Alcock, Caracas Venezuela, (1962)1
- Vivienda multifamiliar Altolar, Caracas Venezuela, (1965)
- Centro Comercial Paseo Las Mercedes, Caracas Venezuela, (1967)
- Poliedro de Caracas, Caracas Venezuela, (1972)
- Hotel Jirajara, Barquisimeto, Venezuela (1972)
- Casa López, Caracas, Venezuela (1972)
- Torre Las Mercedes, Caracas Venezuela, (1975)
- Casa La Ribereña, Caracas Venezuela, (1976)
- Edificio Parque de Cristal, Caracas Venezuela, (1977)
- Casa Fisher II, Caracas, Venezuela, (1987)
- Casa Kavac, Caracas Venezuela, (1988)
- Casa San Judas, Caracas Venezuela, (1995)